# アレクサ・テルジッチ
アレクサ・テルジッチ（セルビア語: Алекса Терзић, Aleksa Terzić、1999年8月17日 - ）は、セルビアのサッカー選手。ポジションはDF。

## クラブ歴
ベオグラードで生まれムラデノヴァツで育ち、OFKムラデノヴァツでサッカーを始めた。2010年にレッドスター・ベオグラードに移籍。2016年11月に3年のプロ契約を締結。2017年初めにはズヴェズダン・テルジッチGMに有望株の一人と見做された。2017-18シーズン始めにトップチームの一員となったが、他方でユースにも籍を置き続けた。2017-18シーズンのウィンターブレイクにトップチームに帯同し、ウィンターブレイク明けにRFKグラフィチャルに半シーズンの期限付き移籍。10試合に出場した。2018年6月にレンタル期間満了につきレッドスター・ベオグラードに復帰。2018-19シーズンのプレシーズン、ミラン・ロディッチが2018 FIFAワールドカップに向かったため、ステファン・ハイディンとともに左サイドバックとしてトレーニングを積んだ。2018-19シーズンにUEFAチャンピオンズリーグ 2018-19 予選のメンバーにも入った。7月20日のFKディナモ・ヴラニェ戦でセルビア・スーペルリーガデビュー。
2019年6月13日、セリエAのACFフィオレンティーナに移籍した。

## 代表歴
2015年3月3日に行われたスロベニアU-16代表戦でニコラ・サヴィッチに代わって途中出場しU-16代表デビュー。同年10月にUEFA U-17欧州選手権2016予選でU-17代表デビュー。翌年のUEFA U-17欧州選手権2016にも参加した。2016年9月にステヴァン・ヴィロティッチ＝チェレでU-19代表初出場。2016年11月29日にU-18代表デビュー。翌年3月にUEFA U-19欧州選手権2017予選のメンバーに選出された。UEFA U-19欧州選手権2018予選では得点も記録した。
2021年6月7日、ジャマイカ代表との親善試合でA代表デビュー。